# 5375 Siedentopf
Az 5375 Siedentopf (ideiglenes jelöléssel 1989 AN6) a Naprendszer kisbolygóövében található aszteroida. Freimut Börngen fedezte fel 1989. január 11-én.